# Hugo Eckerdal
Olof Hugo Eckerdal, född den 11 januari 1907 i Lysekil, död den 29 januari 1987 i Halmstad, var en svensk präst. Han var bror till David Eckerdal samt far till Lars, Anders och Per Eckerdal.
Efter studier vid Fjellstedtska skolan avlade Eckerdal studentexamen i Uppsala 1928, teologisk-filosofisk examen vid Uppsala universitet 1929, teologie kandidatexamen där 1930 och praktiskt teologiskt prov 1931. Han prästvigdes i Göteborg samma år. Eckerdal blev komminister i Töllsjö församling 1932, i Lindome församling 1938, kyrkoherde i Östads församling 1942, komminister i Västra Frölunda församling 1951 och kyrkoherde där 1961. Han blev prost i Göteborgs västra kontrakt 1957. Eckerdal blev ledamot av Nordstjärneorden 1961. Han vilar på Östads kyrkogård.